# Cobequid Bay
Cobequid Bay är en vik i Kanada.   Den ligger i provinsen Nova Scotia, i den östra delen av landet, 900 km öster om huvudstaden Ottawa.